# Richard Rovere
Richard Rovere (5 mai 1915 - 23 novembre 1979) est un journaliste et chroniqueur politique américain. 

## Biographie
Ses articles sur la Maison-Blanche paraîtront pendant plus de trente ans dans les pages du magazine The New Yorker, qu'il rejoint en 1944. 